# آرژانتین (میشیگان)
آرژانتین (به انگلیسی: Argentine) یک منطقهٔ مسکونی در ایالات متحده آمریکا است که در شهرستان جنسی، میشیگان واقع شده‌است. آرژانتین ۸٫۴۹ کیلومتر مربع مساحت و ۲٬۵۲۵ نفر جمعیت دارد و ۲۶۶٫۰۹ متر بالاتر از سطح دریا واقع شده‌است.